# Jed (Dr. House)
Jed (v anglickém originále Poison) je osmá epizoda z první řady seriálu Dr. House.

## Děj
Hlavní pacient Matt zkolabuje u zkoušky z matematiky. House se domnívá, že jde o drogy, ale toxikologie vyšla negativně. Vyšle Cameronovou a Foremana, aby u Matta doma našli drogy, ale jediné, co najdou, je rajčatové pyré, které jeví známky botulotoxické kontaminace. House se domnívá, že příčinou budou pravděpodobně pesticidy, které mohly být používány při pěstování rajčat. Situace se zkomplikuje, když se objeví druhý student - Chi Ling - se stejnými příznaky jako Matt, který s ním však nemá nic společného. Mattova matka však již nechce, aby byl léčen Housem a přestože již vědí, co nemoc způsobilo, chce počkat na vyjádření epidemiologického ústavu. House na ní nastraží lest, kdy ji zavolá Chase a vydává se za zaměstnance ústavu s tím, že konzultace bude možná až příští měsíc. Mattova matka nakonec svoluje k léčbě a tím zachrání svého syna. Matt a Chi Ling přišli do styku s pesticidem, který byl vylit na oblečení, které si oba koupili.

## Diagnózy
- špatné diagnózy: drogy, otrava pesticidem (disulfoton), otrava etilparatinem
- správná diagnóza: otrava fosdrinem (pesticid)